# Фехиген
Фехиген (нем. Vechigen) — коммуна в Швейцарии, окружной центр, находится в кантоне Берн.
Входит в состав округа Берн. Население составляет 4689 человек (на 31 декабря 2006 года). Официальный код — 0359.